# COP 10 (CBD) 2010 Nagoya
Auf der 10. Vertragsstaatenkonferenz („Tenth meeting of the Conference of the Parties to the Convention on Biological Diversity“ (COP 10 CBD)) bzw. UN-Biodiversitätskonferenz „Life in harmony, into the future“ (dt. „Leben in Harmonie, (auch) in die Zukunft“) trafen sich vom 18. bis 29. Oktober 2010 unter japanischem Vorsitz Vertreter aus 193 Staaten in der japanischen Stadt Nagoya. Verhandelt wurden Möglichkeiten, den weltweiten Verlust der Biodiversität aufzuhalten und ein Folgeabkommen für die 1992 auf der COP 9 (CBD) in Rio de Janeiro beschlossene Convention on Biological Diversity (CBD) auszuarbeiten. Am Ende stand mit der Verabschiedung des Nagoya-Protokolls mit den Aichi-Zielen ein Kompromiss, den nicht nur Politiker als einen Durchbruch bezeichneten, sondern der auch die meisten Naturschutzverbände zufriedenstellte. Allerdings nahmen die USA, einer der größten Verbraucher von Umweltgütern, nicht an der Konferenz teil.

## Verlauf
Zu den thematischen Schwerpunkten der Konferenz gehörten die Verabschiedung eines Protokolls über den Zugang zu genetischen Ressourcen, zu einem gerechten Vorteilsausgleich (Access and Benefit Sharing-Protokoll, ABS), die Verabschiedung eines neuen strategischen Plans zur Konvention sowie Maßnahmen gegen die „Biopiraterie“. Außerdem wurde über Finanzierungsfragen zur Umsetzung der Konvention verhandelt. Mit dem ABS-Protokoll sollte erreicht werden, dass der Zugang zu den genetischen Ressourcen eines Landes rechtssicher geregelt wird und dass die Herkunftsländer solcher Ressourcen an den Gewinnen, die ein Nutzer erzielt, gerecht beteiligt werden. Ein Beispiel ist die Entwicklung von Medikamenten oder Züchtungen. Die Entwicklungsländer forderten eine Art „Gensteuer“, wenn Firmen Wirkstoffe (zum Beispiel in Form von Arzneien) vermarkten, die aus ihren biologischen Ressourcen gewonnen wurden.

„Dieses Treffen ist Teil der Bemühungen der Welt, sich einer sehr einfachen Tatsache zu stellen: Wir zerstören das Leben auf der Erde“

Überall auf der Welt gebe es den Wunsch,

„den kommenden Generationen eine schöne Erde mit einer reichhaltigen Artenvielfalt zu hinterlassen“

Fast unbemerkt von der Öffentlichkeit gelang der Verhandlungsleitung um den japanischen Umweltminister, woran wichtige vorangegangene entsprechende UN-Konferenzen gescheitert waren: Über unverbindliche Zusagen hinaus vereinbarten die Vertragspartner nicht nur konkrete Zahlen und Strategien zum Erhalt der biologischen Vielfalt, sie konkretisierten auch einen Zeitplan zur Finanzierung und verbanden wirtschaftliche Interessen der Schwellen- und Entwicklungsländer mit nachhaltigen Zielen der Industrienationen. Obwohl oder gerade weil die Erwartungen im Vorfeld gering ausfielen, sollte das Nagoya-Protokoll erstmals den Trend des globalen Artensterbens stoppen und mithilfe des TEEB-Reports (The Economics of Ecosystems and Biodiversity) die ökonomische Komponente von Biodiversität verstärkt in den Fokus der Weltöffentlichkeit rücken.

### Positionen
Im Vorfeld der Konferenz wies das deutsche Bundesamt für Naturschutz darauf hin, dass die mangelnde Finanzierung von Schutzmaßnahmen einer der Hauptgründe für den anhaltenden Biodiversitätsverlust sei. Dies gelte insbesondere für die ärmeren Länder des Südens, die den Großteil der weltweiten Biodiversität beherbergten, aber nicht über ausreichende Mittel für deren Schutz und nachhaltige Nutzung verfügten. Die große Herausforderung für Nagoya sei es, bei der derzeitigen angespannten Haushaltslage der Mitgliedsstaaten eine glaubwürdige Bereitschaft der Geberländer für eine verbesserte globale Finanzierung des Biodiversitätsschutzes in die Verhandlungen einzubringen. Die amtierende deutsche Bundeskanzlerin Angela Merkel hatte auf der Vorgängerkonferenz 2008 (CBD COP9) in Bonn versprochen, dass Deutschland bis 2012 zusätzlich 500 Millionen Euro, ab 2013 jährlich 500 Millionen Euro insbesondere für den Schutz tropischer Regenwälder zur Verfügung stellen wolle.
Deutschland hatte mit der Nutzung von Erlösen aus dem europäischen Emissionshandel für den klimarelevanten Biodiversitätsschutz ein Instrument entwickelt, welches sein Bundesumweltministerium bei den Verhandlungen als ein Modell für die Generierung zusätzlicher finanzieller Mittel für den Biodiversitätsschutz auch in anderen Ländern und Regionen vorstellte.
Naturschutzverbände kritisierten, dass die für 2010 selbst gesetzten Ziele nicht annähernd erreicht wurden. Der NABU beispielsweise appellierte an die deutsche Bundesregierung, sich für eine deutliche Erhöhung der Umweltschutzhilfen für ärmere Länder einzusetzen.

## Ergebnisse
Am 29. Oktober 2010 wurde das „Nagoya-Paket“ von den 193 Vertragsstaaten verabschiedet: Es besteht aus einer Naturschutzstrategie für 2020, einer Einigung auf einen verbindlichen Vertrag gegen Biopiraterie (ABS-Protokoll) und einem Plan zur Bereitstellung von Finanzen für Entwicklungsländer.

### Gegen Biopiraterie
Biopiraterie ist besonders in Staaten mit einer hohen Artenvielfalt zum Schlagwort für die anhaltende Ausbeutung der natürlichen Ressourcen des Südens durch die Großkonzerne der entwickelten Welt geworden. Da biologischen Ressourcen bisher kein finanzieller Wert zugeordnet wurde, konnten Unternehmen diese Güter weitgehend kostenlos und ohne Ausgleich für das Herkunftsland nutzen. Gleiches gilt für den oftmals reichen Genpool bestimmter Regionen. Gerade die Pharmaindustrie konnte hier in den vergangenen Jahren ihren Umsatz durch Präparate auf der Basis tierischer oder pflanzlicher Stoffe erheblich steigern, ohne ihren Gewinn mit den Herkunftsländern teilen zu müssen. Das Access and Benefit Sharing (ABS) Protocol sieht nach dem Willen der Konferenzteilnehmer vor, dass die Nutzer von biologischen oder genetischen Ressourcen Lizenzgebühren an die Heimatstaaten dieser Rohstoffe abführen müssen. Umweltverbände erhoffen sich von ABS vor allem einen ökonomischen Anreiz für Staaten mit hoher Biodiversität, diese auch in Zukunft zu erhalten. Um hier Planungssicherheit zu erlangen, war es den Entwicklungsländern besonders wichtig, in Nagoya ein völkerrechtlich verbindliches Dokument auszuhandeln. Wie viel dieses Abkommen allerdings ohne die Unterschrift der USA Wert ist, wird sich erst in den kommenden Jahren zeigen. Auch aus diesem Grund mahnte Michael Frein, Umweltexperte beim Evangelischen Entwicklungsdienst, zur Vorsicht: „Was nun verabschiedet wurde, ist aus Sicht der Entwicklungsländer kein Anlass zur Euphorie, aber eine gute Basis, um weiter zu verhandeln.“

### Schutz für Land und Meer
Neben diesem Punkt verständigten sich die Vertragspartner darüber hinaus auf die Einrichtung oder Ausdehnung von Naturschutzgebieten. An Land sollen die Schutzgebiete bis 2020 auf 17 Prozent der gesamten Landfläche anwachsen, bei den Ozeanen sollen es immerhin noch 10 Prozent sein. Die vor der Konferenz geforderten Zielmarken von 25 und 20 Prozent scheiterten letztendlich am Widerstand Indiens und Chinas. Diese stellten sich vor allem gegen den Plan, ein knappes Sechstel der Meere zu Schutzgebieten zu erklären. Beide Staaten gehen davon aus, dass ihr Wirtschaftswachstum auch in Zukunft in erheblichem Umfang auf marine Produkte angewiesen ist oder setzen auf die zukünftige Nutzung von Rohstoffen wie Methanhydrat oder Erzen aus der Tiefsee.
Im strategischen Plan der Konvention wurden konkrete mittel- bis langfristige Ziele und Prioritäten für den internationalen Biodiversitätsschutz festgelegt. Der strategische Plan hatte das Ziel, bis 2010 die gegenwärtige Rate des Biodiversitätsverlustes deutlich zu reduzieren. Das globale 2010-Biodiversitätsziel wurde trotz Erfolgen in einzelnen Bereichen auf regionaler, nationaler und lokaler Ebene insgesamt nicht erreicht. Welche Ziele die globale Biodiversitätspolitik von 2011 bis 2020 verfolgen soll, wurde auf der Konferenz diskutiert.
Daneben trafen die Delegierten Entscheidungen zu zahlreichen weiteren Themen wie:
- Biodiversität und aktueller Klimawandel
  - Biodiversität und Wirtschaft
  - Biokraftstoffe
  - Meeresbiodiversität
  - Waldbiodiversität
- Invasive Arten
- Schutzgebiete

## Ratifizierung, Inkrafttreten
Bis zum 3. Dezember 2016 haben 91 Staaten das Protokoll unterzeichnet bei zusätzlich 91 verbindlichen Ratifizierungen. Es trat am 12. Oktober 2014 in Kraft.

## Offene Fragen
Trotz der Einigungen beim Thema Biopiraterie und konkreten Zusagen beim Artenschutz, der Abschaffung von klima- und umweltfeindlichen Subventionen und dem Umbau der Ernährungswirtschaft hin zur nachhaltigen Landwirtschaft, ließ die Konferenz einige Punkte offen: Gerade die Finanzierungsfrage vieler Projekte blieb ungeklärt. Den Vorschlag Brasiliens und anderer Länder der Südhalbkugel, ein Finanzierungskonzept über 200 Milliarden US-Dollar zu verabschieden, wiesen die Vertreter der EU und Japans angesichts der Finanzkrise zurück. Auch das Fehlen der Vereinigten Staaten von Amerika auf der Konferenz blieb eine schwere Hypothek bei der Umsetzung der vereinbarten Ziele.
Die Einigung beim ABS-Protokoll bewerteten die meisten Konferenzteilnehmer als Erfolg und versprechen sich auch von den anderen Ergebnissen positive Auswirkungen auf die weltweite Biodiversität. Der amtierende deutsche Bundesumweltminister Norbert Röttgen sprach von einem „weltweiten Aufbruchssignal“, und auch Vertreter der Umweltverbände äußerten sich zuversichtlich: „Das ist ein starkes Signal an die Weltgemeinschaft, die Artenvielfalt und damit die eigene Lebensgrundlage zu sichern“, konstatierte der Vorsitzende des Bundes für Umwelt und Naturschutz Deutschland (BUND), Hubert Weiger, und auch internationale Beobachter sehen den Kompromiss positiv: „Das Nagoya-Protokoll ist ein historisches Ergebnis“, stellte Jim Leape, Chef der Umweltorganisation World Wide Fund For Nature (WWF) abschließend fest.